# Langue des signes argentine
La langue des signes argentine (en espagnol : Lengua de señas argentina, LSA), est la langue des signes utilisée par les personnes sourdes et leurs proches en Argentine.

## Histoire
Les premières écoles pour les sourds datent de 1885.

## Caractéristiques
Il existe différentes écoles pour les sourds qui n'autorisent pas la langue des signes. Les élèves utilisent différentes langues des signes en dehors des cours.
La langue des signes de Cordoba est un dialecte de la LSA.

## Utilisation
Il existe un comité national pour la langue des signes ainsi que des organisations d'enseignants et d'interprètes de la langue des signes. Un dictionnaire a été édité.